# 니와타 아키코
니와타 아키코(일본어: 庭田 亜樹子, 1984년 9월 12일 ~ )는 일본의 은퇴한 여자 축구 선수이다.

## 국가대표팀 경력
2002년 FIFA U-19 세계 여자 축구 선수권 대회에 출전했다.
그녀는 2003년 3월 19일 태국과의 경기에서 일본 국가대표팀에 데뷔했다.

## 통계
| 일본 | 일본 | 일본 |
| 연도 | 출전 | 득점 |
| ---- | ---- | ---- |
| 2003 | 1    | 0    |
| 통산 | 1    | 0    |